# Rudolf III. von Praunheim
Rudolf III. von Praunheim (* 1346 ?, erwähnt ab 1366, † 1413) aus der Familie der Herren von Praunheim war ab 1376 der letzte seiner Familie, der das Amt des Schultheißen der Reichsstadt Frankfurt am Main einnahm.

## Familie
Sein Vater war Rudolf II. von Sachsenhausen-Praunheim, der 1371 starb, verschiedene einflussreiche Positionen in Frankfurt und der Wetterau innegehabt hatte. Seine Mutter war eine Christine († vor 1400), die sein Vater, für den das die zweite Ehe war, zwischen 1342 und 1345 geheiratet hatte. Ihr Familienname ist nicht bekannt.
Die Kinder aus erster und zweiter Ehe des Rudolf II. verwickelten sich nach dessen Tod in umfangreiche Erbstreitigkeiten, die in der ungleichen Verteilung des Erbes zwischen den Kindern aus den beiden Ehen gründeten. Die Parteien stritten zunächst vor dem städtischen Schöffengericht Frankfurts, wobei es nach den Aufzeichnungen des Gerichts zu gegenseitigen Beschimpfungen kam, zweitinstanzlich vor dem königlichen Gericht in Prag. Den Kindern aus erster Ehe gelang es hier, zunächst über ihre Geschwister aus zweiter Ehe die Reichsacht verhängen zu lassen. Als diese sich dann dem Gericht stellten, wurde der Prozess an die Gerichte der Erzbischöfe von Trier und Mainz verwiesen. Der genaue Ausgang des Streits ist nicht überliefert, jedoch scheint der überwiegende Teil des Vermögens bei den Kindern aus zweiter Ehe verblieben zu sein und so auch die politische Macht: Rudolf III. gelang es – als letztem aus der Familie – 1376 noch einmal das Schultheißenamt einzunehmen.
Rudolf III. heiratete Irmel von Erligheim. Ihr Vater war Heinrich von Erligheim. Aus dieser Ehe ging eine Reihe von Kindern hervor:
- Bingel von Praunheim-Sachsenhausen, genannt 1398 ⚭ Wenzel von Selbold
- Irmgard von Praunheim-Sachsenhausen, genannt 1398–1437 ⚭ 1415 Henne von Hochweisel, † 1430
- Friedrich II. („der Jüngere“) von Praunheim-Sachsenhausen, genannt 1405–1420, † vor 1422, letzter der Linie der Reichserbschultheißen ⚭ Else von Bellersheim, deren zweite Ehe das ist. Nach erneuter Witwenschaft heiratete sie in dritter Ehe Friedrich von Wesen.
- Rudolf IV. von Praunheim-Sachsenhausen, genannt seit 1415, † Anfang 1426
- Hermann von Praunheim-Sachsenhausen, genannt 1409, Kanoniker im Kloster Konradsdorf (?)
- Lampert von Praunheim-Sachsenhausen, genannt ab 1411, † 1449, Abt der Reichsabtei St. Maximin in Trier
- Christine von Praunheim-Sachsenhausen ⚭ 1431 Emelrich von Ingelheim (auch: „von Ockenheim“)

## Karriere
1366 wurde Rudolf III. – vielleicht anlässlich seiner Heirat – zum Ritter geschlagen. Nach dem Tod seines Vaters trat er, ebenso wie sein Bruder Friedrich I. von Praunheim-Sachsenhausen, dessen Nachfolge als Burgmann in der Reichsburg Friedberg an.
Vor 1376 – die Umstände sind unklar – gelang es der Familie von Praunheim den Besitz der Burg Falkenstein und der damit verbundenen „Grafschaft Nüring“, einer Zehnt mit Hochgericht, als Pfand aus dem Besitz der Familie von Falkenstein zu erwerben. Dieser Erwerb wurde durch einen Bruder Rudolfs III., Friedrich I. von Praunheim-Sachsenhausen, kurtrierischer Amtmann in Koblenz und kurtrierischer geheimer Rat, verwaltet. Umgekehrt ist Rudolf III. – ebenso wie seine Brüder – Burgmann auf den kurtrierischen Burgen Ober- und Niederburg Kobern.
Zum 6. Juli 1376 wurde Rudolf III. Schultheiß von Frankfurt. Das Amt befand sich seit 1372 als Pfand in den Händen der Bürgerschaft. Damit ist er der erste der zahlreichen Schultheißen aus seiner Familie, die nicht vom deutschen König, sondern von der Bürgergemeinde der Stadt eingesetzt wurde. Er ist damit nun nicht mehr „Reichsschultheiß“, sondern „Stadtschultheiß“. Als Rudolf III. 1379 zusammen mit seinen beiden Brüdern dem adeligen „Löwenbund“ (auch: „Löwengesellschaft“) beitrat, der eine gegen Frankfurt gerichtete Politik führte, musste er das Amt des Stadtschultheißen räumen. Diese Auseinandersetzungen gipfelten in der Kronberger Fehde und der Schlacht bei Eschborn, die für Frankfurt in einer schweren militärischen Niederlage endete. Dabei geriet auch Stadtschultheiß Winter von Wasen in Gefangenschaft der adeligen Koalition. Rudolf III. hatte sich aktiv nicht an den Kämpfen beteiligt, sondern versucht, den Streit auf dem Verhandlungsweg beizulegen. Er war damit in der für Frankfurt schwierigen Situation nach der militärischen Niederlage der geeignete Kandidat, den verwaisten Posten des Stadtschultheißen wieder zu besetzen. Am 25. Juli 1389 wurde er zum zweiten Mal Inhaber dieses Amtes und übte es bis 1408 aus. Auch darüber hinaus war er für die Stadt tätig, etwa in diplomatischen Missionen. Er starb 1413.